# Robert Emmett Tansey
Robert Emmett Tansey (n. 28 iunie 1897, New York City, New York, SUA – d. 17 iunie 1951, Hollywood, California, SUA) a fost un regizor de film și actor american.

## Filmografie
- Riding to Fame (1927)
- Romance of the West (1930)
- Riders of the Rio (1931)
- The Way of the West (1934)
- Badge of Honor (1934)
- Paradise Canyon (1935)
- Courage of the North (1935)
- Timber Terrors (1935)
- Westward Ho (1935)
- Song of the Gringo (1936)
- Pinto Rustlers (1936)
- Where Trails Divide (1937)
- Riders of the Dawn (1937)
- The Painted Trail (1938)
- Man from Texas (1939)
- Overland Mail (1939)
- Across the Plains (1939), producător de film și scenarist[4]
- Take Me Back to Oklahoma (1940)
- The Golden Trail (1940)
- Lone Star Law Men (1941)
- Dynamite Canyon (1941)
- Silver Stallion (1941)
- The Pioneers (1941)
- The Driftin' Kid (1941)
- Western Mail (1942)
- Texas to Bataan (1942)
- Trail Riders (1942)
- Where Trails End (1942)
- Two Fisted Justice (1943)
- Death Valley Rangers (1943)
- Harmony Trail (1944)
- Song of Old Wyoming (1945)
- Romance of the West (1946)
- The Caravan Trail (1946)
- Colorado Serenade (1946)
- Tumbleweed Trail (1946)
- Driftin' River (1946)
- Stars Over Texas (1946)
- Wild West (1946)
- The Enchanted Valley (1948)
- Shaggy (1948)
- Forbidden Jungle (1950)
- The Fighting Stallion (1950)
- Federal Man (1950)
- Cattle Queen (1951)
- Badman's Gold (1951)